# Josef Goldschmidt (Bankier)
Josef ben David Goldschmidt (gest. 20. Juni 1572 in Frankfurt am Main) war ein bedeutender deutsch-jüdischer Geschäftsmann im 16. Jahrhundert. Er gehört zur verzweigten Familie der Goldschmidt, die auf Moshe und Bela Goldschmidt zurückgehen, die 1498 nach Ausweisung aller Juden von Nürnberg nach Frankfurt umziehen mussten. Josefs Vater David und seine Mutter Eva zum roten Hut wirkten zeitweise noch in Heilbronn.

## Leben
Josef Goldschmidt wurde 1545 in Tauberbischofsheim zuerst erwähnt und tätigte Ende 1547 auf dem Reichstag zu Augsburg kleinere Geschäfte mit Frankfurt, wohin er 1548 zog. Er begann als Makler des Nürnberger Handelshauses Imhoff auf den Frankfurter Messen und vermittelte zahlreichen Fürsten Darlehen und die Anlage von Geldern. Auch Jakob Fugger und das Haus Herbrot in Augsburg machten mit ihm Geschäfte und hatten hohe Schulden. Josef Goldschmidt präsentierte 1550 ein Empfehlungsschreiben des Herzogs von Alba und einen Schutzbrief Kaiser Karls V. Nach der Belagerung Frankfurts 1552 kümmerte er sich am kaiserlichen Hof um die Rückzahlung der Schulden an die Stadt. Münzwechselgeschäfte, Handel mit Textilien und Juwelen machten ihn reich. Seit etwa 1562 diente er als eine Art Hoffaktor Philipp I., dem Landgraf von Hessen, ferner den Fürsten Sayn-Wittgenstein, Kurköln, Kurtrier sowie zahlreichen Adeligen. Sein Umfeld nannte ihn den „bescheidenen Juden Joseph zum Goldenen Schwan“ nach seinem Wohnsitz in der Frankfurter Judengasse. Das 1580 umbenannte Haus Goldene Kette hatte er Mitte des 16. Jahrhunderts unter dem Namen Goldener Schwan errichten lassen.
Der Zusammenbruch der süddeutschen Geschäftshäuser (Paumgartner) sowie die Unzuverlässigkeit seiner fürstlichen Gläubiger beendeten Josef Goldschmidts Karriere. Kaiser Maximilian I. hat 1564 dem Rat der Stadt befohlen, Josef durch Haft zu bestrafen, weil er die ihm von den Grafen von Nassau-Dillenburg übertragenen Reichssteuern erst nach einem Jahr an den Rat abgeliefert hatte. 1567 wurde er auf Betreiben des Kurfürsten von der Pfalz verhaftet und beschuldigt, Schuldscheine gefälscht und Gelder unterschlagen zu haben, und der „Siegeldieb“ genannt. Trotz wiederholter Verhöre unter Folter erklärte er seine Unschuld und nannte seinen christlichen Schreiber einen Fälscher. Im Juni 1568 wurden seine Geschäftsstube und Gewölbe durchsucht und versiegelt. Da auch der Frankfurter Rat Forderungen an Josef hatte, blieb er isoliert in Haft. Am 20. Juni 1572 verstarb Josef im Spital.
Josef gab in der Haft die Summe seiner Aktiva mit 162.000 Gulden, seiner Passiva mit 102.000 Gulden an. Damit wäre er mit über 60.000 Gulden der reichste Frankfurter seiner Zeit gewesen.

## Einzelbelege
1. ↑  Cilli Kasper-Holtkotte: Die jüdische Gemeinde von Frankfurt/Main in der Frühen Neuzeit: Familien, Netzwerke und Konflikte eines jüdischen Zentrums. Walter de Gruyter, 2010, ISBN 978-3-11-023158-8 (google.de [abgerufen am 1. April 2020]).

| Personendaten    | Personendaten                                     |
| ---------------- | ------------------------------------------------- |
| NAME             | Goldschmidt, Josef                                |
| ALTERNATIVNAMEN  | Goldschmidt, Josef ben David (vollständiger Name) |
| KURZBESCHREIBUNG | deutsch-jüdischer Bankier in Frankfurt am Main    |
| GEBURTSDATUM     | 15. Jahrhundert oder 16. Jahrhundert              |
| STERBEDATUM      | 20. Juni 1572                                     |
| STERBEORT        | Frankfurt am Main                                 |